# Fernand Coevoet
Fernand Coevoet (Poperinge, 8 augustus 1910 - Brugge, 25 april 1992) was een Belgisch kunstschilder, die behoorde tot de zogenaamde Brugse School.

## Levensloop
Fernand Coevoet was een zoon van Maurice Coevoet (1875-1951) en van Alida Camerlynck (1878-1962). Maurice was bankier, commandant van de brandweer en amateur-kunstschilder.
Op de leeftijd van negen jaar werd Coevoet getroffen door een ziekte die hem veroordeelde tot een invalidenwagentje. Hij volgde teken- en schilderlessen in de Kunstkring Hopland Poperinge, bij Jules Boudry (1888-1951) en Paul Beun (1891-1949). Vanaf 1930 verhuisde hij met zijn ouders naar Brugge. Hij volgde er lessen bij kunstschilder Leo Paret en in 1933 hield hij zijn eerste tentoonstelling met 42 schilderijen.
Het werd meteen duidelijk dat de aquarel zijn geprefereerde uitdrukkingswijze was en zijn onderwerp vooral bloemen en stillevens, soms eens vruchten of interieurs. Vanwege de omgeving waarin hij werkte en de vrienden die hem omringden, wordt hij beschouwd als behorende tot de Brugse School.
Hij woonde in Brugge in de Goezeputstraat, tot hij in 1965 verhuisde naar het rusthuis Rozenhof in Sint-Andries.